# Монтейру, Антониу Машкареньяш
Анто́ниу Мануэ́л Машкаре́ньяш Го́меш Монте́йру (порт. António Manuel Mascarenhas Gomes Monteiro; 16 февраля 1944, Санта-Катарина, Португальская Гвинея — 16 сентября 2016, Прая, Кабо-Верде) — президент Кабо-Верде с 22 марта 1991 по 22 марта 2001 года.

## Биография
Получил диплом в области права в Католическом университете Левена, Бельгия. Работал в качестве исследователя в Межуниверситетском центре публичного права и в качестве помощника на факультете права в период с 1974 по 1977 год. Является основателем ассоциации адвокатов Кабо-Верде.
С 1977 по 1980 год занимал пост генерального секретаря Национальной ассамблеи Кабо-Верде.
С 1980 по 1990 год был председателем Верховного суда. Он также участвовал во многих международных конференциях по правам человека в Найроби (Кения), Страсбурге (Франция), Болоньи (Италия), и по международному праву в Португалии и Нидерландах.
В 1991 году стал первым демократически избранным президентом Республики Кабо-Верде, выступая от партии Движение за демократию, победил Аристидиша Перейру и был переизбран в 1996 году. Его внутренняя политика была направлена на демократические преобразования, развитие национального частного капитала, привлечение иностранных инвестиций и развитие отношений с Португалией, Бразилией и португалоязычными странами Африки. Привязка кабо-вердианского эшкуду к португальской валюте в 1998 году облегчила торговлю со странами ЕС и франкофонной Африки, а ввод в эксплуатацию в 1997 году единой коммуникационной сети островов позволило создать оффшорный банковский центр. Однако, недовольство населения недостаточным вниманием правительства к социальным проблемам привело к поражению правящей партии на выборах 14 января 2001 года.
Во время его пребывания в должности президента продолжил своё участие в международной сфере — был председателем Третьей конференции по региональной системе защиты прав человека в Африке и Европе, участвовал в миссии доброй воли в Анголе (после первых в стране свободных выборов в 1992 году).
В 1993 году стал председателем Коллоквиума по конституционному праву в Африке, который состоялся в Католическом университете Левена.
С 1994 по 1997 год занимал пост Председателя Межгосударственного комитета по борьбе с засухой.
В качестве заместителя Председателя Организации африканского единства Специального комитета по Южной Африке он присутствовал на подписании Лусакского протокола об установлении мира в Анголе в 1994 году.
В 1998 году был избран президентом Сообщества португалоговорящих стран.
В сентябре 2006 года было объявлено, что он сменит Сукэхиро Хасегаву на посту главы миссии Организации Объединённых Наций в Восточном Тиморе. Это назначение подверглось критике в Восточном Тиморе, отчасти потому, что Монтейру плохо знал английский язык. Сообщалось, что тиморский президент Шанана Гусман также выразил обеспокоенность по поводу этого назначения. Вскоре политик из Кабо-Верде объявил, что передумал и не будет принимать эту должность.
Умер 16 сентября 2016 года в возрасте 72 лет от рака почки и был похоронен на кладбище в городе Ассомада 18 сентября.

## Награды и звания
- Большая цепь ордена Свободы (Португалия)
- Большая цепь ордена Инфанта дона Энрике (Португалия)
- Орден «Хосе Марти» (Куба)
- Большой крест Национального ордена Льва